# Křimov (nádraží)
Křimov je dopravna D3 ve stejnojmenné obci v okrese Chomutov. Leží v km 22,773 neelektrizované jednokolejné regionální dráze Chomutov–Vejprty. Byla výchozí stanicí na dráze Křimov–Reitzenhain, která byla zrušena v roce 1972.

## Historie
Železniční stanici vybudovala společnost Buštěhradská dráha (BEB) a byla uvedena do provozu společně s dráhou 1. srpna 1872 a přeshraniční provoz do Saska byl zahájen 3. srpna 1872. Provoz na trati do Reitzenhain byla zahájena 23. srpna 1875. Původní název stanice Krima-Neudorf byl změněn v roce 1918 na Křímov-Nová Ves a po druhé světové válce od roku 1945 na Křímov, od devadesátých let 20. století Křimov.

## Popis
Ve stanici byla vybudována výpravní budova, výtopna, kasárna s vodojemem a zděný sklad. U obou zhlaví stály strážní domky a u vejprtského zhlaví byla točna.

### Výpravní budova
Výpravní budova byla postavena podle upraveného typového plánu pro výpravna IV. třídy. Normalizovaný plán zhotovil inženýr Josef Chvála a po jeho smrti upravil Saturnin Heller, inženýr-asistent stavební kanceláře BEB (1872–1875) a žák Jozefa Zítka. Stavbu provedla firma Schön & Wesely. Třítraktová dvoupodlažní výpravní budova se sedlovou střechou měla sedmiosý střední trakt s krajními rizality s trojúhelnými štíty. Přízemní mělo pásovou bosáž okna a vchody měly segmentové zaklenutí, okna v patře byla obdélná v hladké šambráně. Mezi patry obíhala budovu kordonová římsa. Po celém obvodu budovy pod horní římsou v okenních osách byla malá kruhová okna, která prosvětlovala půdní prostor.
V interiéru byly provozní kanceláře, čekárny, restaurace, nocležny pro vlakový personál a kancelář odboru pro udržování dráhy.

### Výtopna
Dvoukolejná výtopna se sedlovou střechou postavena na půdorysu obdélníku o délce 19 m byla prodloužena na 28 m v roce 1928. Vjezdy byla zaklenuty segmentově, stejně jako okenní otvory na štítových stranách.